# 使者 (法律用語)
使者（ししゃ）とは、本人が既に決定している意思を相手方に表示、または本人の意思表示を相手方に伝達する人のこと。

## 代理人との違い
他人を介して本人に法律効果を生じさせる類似の制度として代理があるが、代理の場合に意思表示をするのは代理人であり（代理行為）、そのため代理人には代理権の範囲内で意思決定の自由を有するのに対し、使者の場合、意思決定は本人が行い、使者はその完成した意思を伝達するにとどまる。そのため、使者は意思能力を有することを要しないが、本人は意思能力及び行為能力を有していなければならず、意思表示の有効要件も本人について判断される。また、復代理の場合と異なり、本人の許諾ややむをえない事由がなくとも、その任務を他人に委ねることができると解されている。
建設工事の請負契約においては、発注者側の担当監督職員の理解不足により、以下のような代理人（現場代理人）と使者の混同が見受けられる。
- 書面への請負人本人の記名押印（いわゆる角印や丸印の押印）を要求する
- 当該書面を現場代理人から直接届出させるよう指図する

## 表見使者
使者が本人の意思と異なる内容を表示または伝達した場合の処理については見解が分かれている。
錯誤説
表示行為の錯誤と類似する状況であるとして、民法第95条の錯誤の規定に基づき、要素の錯誤にあたり、本人に重過失がない場合は、その意思表示は無効となる。
表見代理類推説
代理人が権限外の行為をした場合と類似する状況であるとして、民法第110条の表見代理の規定を類推適用し、相手方に正当な理由があれば、その意思表示は有効となる。